# میمی آیزنهاور
میمی جنوا دوود آیزنهاور (به انگلیسی: Mamie Geneva Doud Eisenhower) (۱۴ نوامبر ۱۸۹۶ – ۱ نوامبر ۱۹۷۹)، همسر دوایت آیزنهاور، سی و چهارمین رئیس‌جمهور ایالات متحده آمریکا و بانوی اول ایالات متحده بین سال‌های ۱۹۵۳ تا ۱۹۶۱
بود.